# Paul Agnew

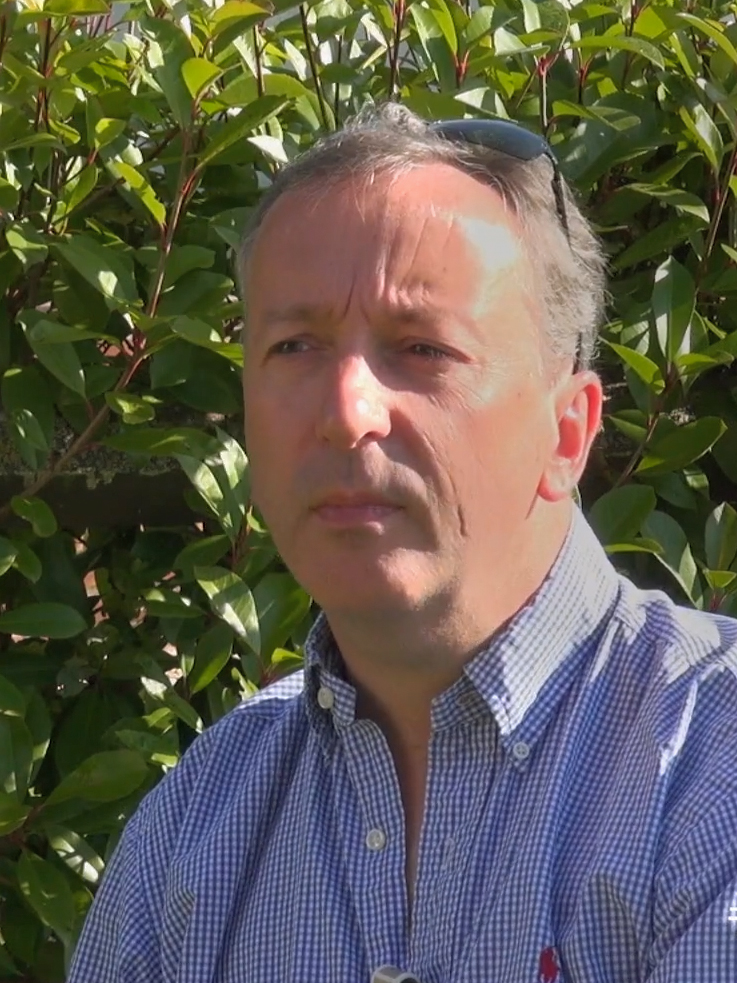
Paul Agnew.

Paul Agnew (Glasgow, 11 de abril de 1964) é um cantor, maestro e professor de música escocês.
Fez seus primeiros estudos musicais como membro do coro da Catedral de Birmingham, ganhando uma bolsa de aperfeiçoamento no Magdalen College da Universidade de Oxford. Passou a cantar com o Consort of Musicke em um repertório de música renascentista e barroca, aparecendo também em concertos de grupos como  The Tallis Scholars, Gothic Voices e The Sixteen. Em 1992, após uma aclamada turnê de apresentações da ópera Atys de Lully com o grupo Les Arts Florissants de William Christie, foi convidado para tornar-se membro estável, fazendo sua estreia nesta condição no papel de Hippolyte na ópera de Rameau Hippolyte et Aricie.
Tornou-se então o principal solista do conjunto para os papeis de contratenor no repertório do barroco francês, sendo particularmente louvadas suas participações nas gravações de La descente d'Orphée aux enfers e Les plaisirs de Versailles, ambas de Marc-Antoine Charpentier, Acis and Galatea de Haendel, e os Grandes Motetos de Rameau, que recebeu o prestigioso Prêmio Gramophone de 1995 na categoria Melhor Música Vocal Antiga.
Tem sido regularmente convidado para participar de produções dirigidas por outros importantes regentes, como John Eliot Gardiner, Marc Minkowski, Philippe Herreweghe, Ton Koopman, Emmanuelle Haïm, Paul McCreesh, Trevor Pinnock e Christopher Hogwood, e com orquestras como a Filarmônica de Berlim, a Filarmônica Real de Liverpool, a Orchestra of the Age of Enlightenment e os Gabrieli Consort & Players. Também faz frequentes aparições em festivais como o Edinburgh Festival, o BBC Proms e o London Festival of Baroque Music. É considerado um dos principais intérpretes do repertório pré-clássico.
Em 2007, a convite de Christie, iniciou sua carreira paralela como maestro, regendo as Vésperas de Vivaldi em várias cidades europeias. A aprovação do público e da crítica impulsionaram a continuidade dessa atividade, regendo, entre outras obras, as Odes e os Hinos de Haendel, The Indian Queen de Purcell, e o ciclo completo dos madrigais de Monteverdi. A gravação do volume I dos madrigais lhe valeu em 2016 o Prêmio Gramophone na categoria Barroco Vocal. Atualmente é maestro associado e diretor musical adjunto do Arts Florissants, é maestro convidado de várias outras orquestras renomadas, e dirige a escola de canto Le Jardin des Voix mantida pelo Arts Florissants. Desde 2009 é também diretor musical da Orchestre Français des Jeunes Baroque, engajando-se ativamente no preparo de uma nova geração de cantores e instrumentistas.